# Martin Braithwaite
Pour les articles homonymes, voir Braithwaite.
Martin Braithwaite Christensen, né le 5 juin 1991 à Esbjerg au Danemark, est un footballeur international danois qui évolue au poste d'attaquant polyvalent au Grêmio Porto Alegre.

## Biographie

### Origines
Martin Braithwaite est originaire du Guyana par son père Keith Braithwaite.
Natif d'Esbjerg au Danemark tout comme sa mère Heidi Christensen, il est danois et guyanien. Néanmoins Christensen se prononce à la danoise et Braithwaite se prononce à l'anglaise (contrairement à son collègue Bråtveit),.

### Carrière professionnelle

#### Esbjerg fB
Formé au FC Midtjylland ainsi qu'au Esbjerg fB, il a signé son premier contrat professionnel en 2009.
Relégué en deuxième division en 2011, Martin et son équipe remporte le Championnat du Danemark de Division 2 2011-2012.
Pour la saison 2012-2013, auparavant milieu de terrain, Martin est replacé attaquant. Il marque neuf buts, participe à tous les matchs de son équipe et gagne la Coupe du Danemark après avoir marqué deux fois en demi-finale.
Durant l'été 2013, de nombreux clubs européens montrent de l’intérêt pour s'attacher les services de Braithwaite. Auxerre, Rennes mais aussi le Celtic ou Hull City se positionnent. Il quitte Esbjerg en seconde place de la Superligaen après quatre journées, en totalisant déjà trois buts.

#### Révélation à Toulouse
Le 16 août 2013, Martin Braithwaite signe un contrat de 4 ans pour environ 2 millions d'euros en faveur du Toulouse FC,.
Il marque son premier but avec les violets face à Bastia le 28 août 2013 pour un match comptant pour la 4e journée de Ligue 1. Le Danois de 22 ans est auteur de trois buts en cinq rencontres fin septembre 2013. Face à ses bonnes performances, Eden Ben Basat est poussé sur le banc. Son bilan en fin de saison est satisfaisant, avec 8 buts marqués et 6 passes décisives.
Après une première bonne saison en France, la saison 2014-2015 s'avère plus difficile. L'équipe est en difficulté et se retrouve relégable à quelques matchs de la fin de la saison. Braithwaite marque 3 buts et réalise 1 passe décisive lors de ses 4 derniers matchs de la saison. Durant la 36e journée, il marque le dernier but du match contre Lille qui permet au TFC de rester en première division.
Braithwaite entame bien la saison 2015-2016. Lors de la première journée de championnat, il égalise contre l'AS Saint-Étienne d'un coup franc tiré à 30 mètres des cages adverses. Ce but relance Toulouse qui vient remporter le match 2-1. Sa forme lui permet d'être rappelé en sélection. Lors de la dernière journée du mois d'août 2015, il marque dès la première minute de jeu face au Stade Rennais mais les Toulousains s'inclinent finalement 3-1. Ses performances individuelles contrastent avec la situation du club qui se retrouve rapidement en zone de relégation. Fin octobre 2015, Braithwaite réalise deux passes décisives en Coupe de la ligue. Un succès contre l'OGC Nice où il transforme un penalty relance Toulouse qui enchaîne deux victoires de suite. À la trêve hivernale, Braithwaite a marqué six buts en championnat. Début janvier 2016, il se distingue en Coupe de France en réalisant un doublé. Pourtant, le club garonnais n'arrive pas à se sortir de la zone de relégation et Braithwaite attire l'attention de clubs anglais tels que West Ham. En mars 2016, il devient capitaine du club à la demande du nouvel entraîneur du TFC, Pascal Dupraz. Il marque sur penalty durant le derby face à Bordeaux pour une victoire surprise 4-0 à domicile. Le 14 mai 2016, Braithwaite participe au succès assurant le maintien contre Angers, inscrivant le but égalisateur après avoir raté un pénalty,. Braithwaite revient peu après sur cette rencontre décisive : « C’était un match difficile. Ce match, c’est l’histoire de notre saison. On a été derrière, tout le monde pensait que c’était mort mais on est revenus »
La saison suivante (2016-2017), il inscrit pour la première fois un doublé en Ligue 1 lors du derby de la Garonne, le 20 août 2016 à domicile. Le 11 février 2017, il inscrit son troisième doublé de la saison ce qui porte son total de buts de la saison à 10. Il clôturera son passage au Toulouse Football Club avec 35 buts et 11 passes décisives.

#### Expérience mitigée à Middlesbrough
Braithwaite rejoint officiellement le club de Middlesbrough, récemment relégué en Championship, le 13 juillet 2017 pour une somme estimée à 11,2 millions d'euros et un contrat de quatre ans. Il reçoit le numéro 10.
Le 5 août 2017, Braithwaite débute pour Middlesbrough en championnat mais voit son équipe s'incliner 1-0 contre Wolverhampton. Il se blesse au tendon peu de temps après et se retrouve éloigné des terrains pour un mois. Braithwaite ouvre son compteur le 30 septembre 2017 durant un match nul 2-2 contre le Brentford FC.
Le 31 janvier 2018, Braithwaite est prêté au Girondins de Bordeaux avec une option d'achat de sept millions d'euros.

#### Confirmation en Espagne
Le 3 janvier 2019, il est prêté pour six mois au CD Leganés. Auteur de cinq buts et cinq passes décisives en 21 rencontres, le prêt s'avère concluant et Martin Braithwaite signe un contrat de quatre ans avec Leganés en juillet 2019.
Le 20 février 2020, Braithwaite rejoint le FC Barcelone qui s'acquitte de sa clause libératoire de 18 millions d'euros auprès de Leganés. Il signe un contrat de quatre ans et demi tandis que sa clause libératoire est fixée à 300 millions d'euros. Braithwaite vient en qualité de joker médical à la suite de la blessure de longue durée d'Ousmane Dembélé. Il devient ainsi le cinquième joueur danois de l'histoire du Barça. Le transfert est sujet à de nombreuses critiques en raison du choix de Barcelone de se porter sur un joueur statistiquement moins performant que les autres candidats en lice, Willian José ou Ángel. Toutefois, les Catalans cherchaient un profil d'attaquant polyvalent, capable de répéter les efforts et dont ils pouvaient tirer un bon rapport qualité-prix. Les observateurs s'interrogent sur les détails de sa signature alors que certains médias avancent que le club aurait pris comme option de vendre le joueur dès l'été prochain en cas de performances décevantes ; ce dernier ayant une cote auprès de clubs anglais.
Braithwaite dispute son premier match le 22 février, remplaçant Antoine Griezmann lors d'un succès 5-0 au Camp Nou contre Eibar. Il se montre d'emblée décisif en étant à l'origine des deux derniers buts barcelonais,. Le 13 juin 2020, Braithwaite marque son premier but pour le Barça, sur une passe de Lionel Messi, face au RCD Majorque (victoire 0-4).
Titulaire du numéro 19 depuis son arrivée au Barça l'hiver dernier, il profite du départ de Luis Suarez et du changement de saison pour récupérer le numéro 9.
Le 25 novembre 2020, il inscrit un doublé et offre une passe décisive à l’extérieur face au Dynamo Kiev pour sa première titularisation en Ligue des champions de l'UEFA.

### En équipe nationale
Âgé de 21 ans, après avoir joué avec les différentes sélections nationales des jeunes du Danemark (-17 ans, -18 ans, -19 ans, -20 ans), Braithwaite est contacté pour jouer avec l'équipe nationale du Guyana mais refuse cette offre. Il décide alors de jouer pour l'équipe nationale du Danemark.
À la suite de sa bonne saison 2012-2013 en club, à 22 ans, il est appelé pour la première fois en sélection nationale A. En juin 2013, Braithwaite débute en sélection lors d'un match amical contre la Géorgie. Il marque son premier but en match amical contre la Pologne en août 2013.
Il fait partie de l'équipe du Danemark atteignant les demi-finales de l'Euro 2020. Durant le tournoi, il est titulaire sur l'aile gauche ou droite. En huitièmes de finales, il est buteur contre le Pays de Galles (victoire 4-0).
Le 7 novembre 2022, il est sélectionné par Kasper Hjulmand pour participer à la Coupe du monde 2022.

## Style de jeu
Braithwaite est un joueur polyvalent. Milieu de terrain de formation, il est replacé attaquant à partir de la saison 2012-2013 et peut évoluer sur les côtés comme dans l'axe. Il déclare à son arrivée à Toulouse en 2013 : « Je préfère évoluer avec un autre attaquant à mes côtés. Jouer seul devant et être celui qui reste en pointe, qui attend seulement de marquer, ce n'est pas moi ».
Braithwaite se démarque par sa vitesse, le rendant dangereux lorsqu'il est trouvé en profondeur. Très actif sur le terrain, Braithwaite ne ménage pas ses efforts et répète les courses. Discipliné, le Danois s'adapte rapidement à un nouvel environnement et sa rigueur lui permet d'éviter des blessures fréquentes. Lors de son passage à Toulouse, Braithwaite est le joueur le plus utilisé pendant ses quatre années. De plus, malgré des saisons difficiles pour le club, il demeure un buteur régulier et décisif. Braithwaite est également meneur d'hommes, n'hésitant pas à prendre ses responsabilités durant les moments délicats, et obtient ainsi le brassard de capitaine avec les Violets.

## Statistiques

### Statistiques détaillées
| Saison                | Club                         | Championnat           | Championnat | Championnat | Championnat | Coupe nationale | Coupe nationale | Coupe nationale | Coupe de la Ligue | Coupe de la Ligue | Coupe de la Ligue | Supercoupe | Supercoupe | Supercoupe | Compétition(s) continentale(s) | Compétition(s) continentale(s) | Compétition(s) continentale(s) | Compétition(s) continentale(s) | Danemark | Danemark | Danemark | Total | Total | Total |
| Saison                | Club                         | Division              | M.          | B.          | P.d.        | M.              | B.              | P.d.            | M.                | B.                | P.d.              | M.         | B.         | P.d.       | Comp.                          | M.                             | B.                             | P.d.                           | M.       | B.       | P.d.     | M.    | B.    | P.d.  |
| 2009-2010             | Esbjerg fB                   | Superligaen           | 10          | 0           | 0           | -               | -               | -               | -                 | -                 | -                 | -          | -          | -          | -                              | -                              | -                              | -                              | -        | -        | -        | 10    | 0     | 0     |
| 2010-2011             | Esbjerg fB                   | Superligaen           | 16          | 0           | 1           | 2               | 0               | 0               | -                 | -                 | -                 | -          | -          | -          | -                              | -                              | -                              | -                              | -        | -        | -        | 18    | 0     | 1     |
| 2011-2012             | Esbjerg fB                   | Division 2            | 26          | 5           | 4           | 1               | 0               | -               | -                 | -                 | -                 | -          | -          | -          | -                              | -                              | -                              | -                              | -        | -        | -        | 27    | 5     | 4     |
| 2012-2013             | Esbjerg fB                   | Superligaen           | 33          | 9           | 3           | 5               | 2               | 1               | -                 | -                 | -                 | -          | -          | -          | -                              | -                              | -                              | -                              | 1        | 0        | 0        | 39    | 11    | 4     |
| 2013-2014             | Esbjerg fB                   | Superligaen           | 4           | 3           | 1           | -               | -               | -               | -                 | -                 | -                 | -          | -          | -          | -                              | -                              | -                              | -                              | 1        | 1        | 0        | 5     | 4     | 1     |
| Sous-total            | Sous-total                   | Sous-total            | 89          | 17          | 9           | 8               | 2               | 1               | -                 | -                 | -                 | -          | -          | -          | -                              | -                              | -                              | -                              | 2        | 1        | 0        | 99    | 20    | 10    |
| 2013-2014             | Toulouse FC                  | Ligue 1               | 32          | 7           | 6           | 2               | 1               | 0               | 2                 | 0                 | 0                 | -          | -          | -          | -                              | -                              | -                              | -                              | 5        | 0        | 3        | 41    | 8     | 9     |
| 2014-2015             | Toulouse FC                  | Ligue 1               | 34          | 6           | 2           | 1               | 0               | 0               | 1                 | 0                 | 0                 | -          | -          | -          | -                              | -                              | -                              | -                              | 1        | 0        | 0        | 37    | 6     | 2     |
| 2015-2016             | Toulouse FC                  | Ligue 1               | 36          | 11          | 0           | 2               | 2               | 0               | 3                 | 1                 | 2                 | -          | -          | -          | -                              | -                              | -                              | -                              | 6        | 0        | 0        | 47    | 14    | 2     |
| 2016-2017             | Toulouse FC                  | Ligue 1               | 34          | 11          | 3           | 1               | 0               | 0               | 1                 | 1                 | 0                 | -          | -          | -          | -                              | -                              | -                              | -                              | 3        | 0        | 1        | 39    | 12    | 4     |
| Sous-total            | Sous-total                   | Sous-total            | 136         | 35          | 11          | 6               | 3               | 0               | 7                 | 2                 | 2                 | -          | -          | -          | -                              | 0                              | 0                              | 0                              | 15       | 0        | 4        | 164   | 40    | 17    |
| 2017-2018             | Middlesbrough FC             | Championship          | 19          | 5           | 2           | 2               | 1               | 0               | -                 | -                 | -                 | -          | -          | -          | -                              | -                              | -                              | -                              | -        | -        | -        | 21    | 6     | 2     |
| 2018-2019             | Middlesbrough FC             | Championship          | 17          | 3           | 0           | -               | -               | -               | 2                 | 0                 | 0                 | -          | -          | -          | -                              | -                              | -                              | -                              | 5        | 2        | 0        | 24    | 5     | 0     |
| Sous-total            | Sous-total                   | Sous-total            | 36          | 8           | 2           | 2               | 1               | 0               | 2                 | 0                 | 0                 | -          | -          | -          | -                              | -                              | -                              | -                              | 5        | 2        | 0        | 45    | 11    | 2     |
| 2017-2018             | Girondins de Bordeaux (prêt) | Ligue 1               | 14          | 4           | 3           | -               | -               | -               | -                 | -                 | -                 | -          | -          | -          | -                              | -                              | -                              | -                              | 7        | 0        | 0        | 21    | 4     | 3     |
| 2018-2019             | CD Leganés (prêt)            | La Liga               | 19          | 4           | 5           | 2               | 1               | 0               | -                 | -                 | -                 | -          | -          | -          | -                              | -                              | -                              | -                              | 4        | 1        | 0        | 25    | 6     | 5     |
| 2019-2020             | CD Leganés                   | La Liga               | 24          | 6           | 2           | 3               | 2               | 0               | -                 | -                 | -                 | -          | -          | -          | -                              | -                              | -                              | -                              | 6        | 3        | 0        | 33    | 11    | 2     |
| Sous-total            | Sous-total                   | Sous-total            | 43          | 10          | 7           | 5               | 3               | 0               | -                 | -                 | -                 | -          | -          | -          | -                              | -                              | -                              | -                              | 10       | 4        | 0        | 58    | 17    | 7     |
| 2019-2020             | FC Barcelone                 | La Liga               | 11          | 1           | 0           | -               | -               | -               | -                 | -                 | -                 | -          | -          | -          | C1                             | -                              | -                              | -                              | -        | -        | -        | 11    | 1     | 0     |
| 2020-2021             | FC Barcelone                 | La Liga               | 29          | 2           | 2           | 5               | 2               | 0               | -                 | -                 | -                 | 2          | 0          | 0          | C1                             | 6                              | 3                              | 2                              | 17       | 3        | 2        | 59    | 10    | 6     |
| 2021-2022             | FC Barcelone                 | La Liga               | 4           | 2           | 1           | 1               | 0               | 0               | -                 | -                 | -                 | -          | -          | -          | C1                             | 0                              | 0                              | 0                              | 4        | 0        | 0        | 9     | 2     | 1     |
| Sous-total            | Sous-total                   | Sous-total            | 44          | 5           | 3           | 6               | 2               | 0               | -                 | -                 | -                 | 2          | 0          | 0          | -                              | 6                              | 3                              | 2                              | 21       | 3        | 2        | 79    | 13    | 7     |
| 2022-2023             | RCD Espanyol                 | La Liga               | 31          | 10          | 2           | 2               | 0               | 0               | -                 | -                 | -                 | -          | -          | -          | -                              | -                              | -                              | -                              | 7        | 0        | 0        | 40    | 10    | 2     |
| 2023-2024             | RCD Espanyol                 | LaLiga 2              | 43          | 22          | 3           | 2               | 0               | 0               | -                 | -                 | -                 | -          | -          | -          | -                              | -                              | -                              | -                              | 1        | 0        | 0        | 46    | 22    | 3     |
| Sous-total            | Sous-total                   | Sous-total            | 74          | 32          | 5           | 4               | 0               | 0               | -                 | -                 | -                 | -          | -          | -          | -                              | -                              | -                              | -                              | 9        | 0        | 0        | 87    | 32    | 5     |
| 2024                  | Grêmio Porto Alegre          | Brasileiro            | 18          | 8           | 2           | -               | -               | -               | -                 | -                 | -                 | -          | -          | -          | CL                             | 2                              | 0                              | 0                              | -        | -        | -        | 20    | 8     | 2     |
| 2025                  | Grêmio Porto Alegre          | Brasileiro            | 14          | 6           | 1           | 4               | 2               | 0               | -                 | -                 | -                 | -          | -          | -          | CS                             | 4                              | 1                              | 1                              | -        | -        | -        | 22    | 9     | 2     |
| Sous-total            | Sous-total                   | Sous-total            | 32          | 14          | 3           | 4               | 2               | 0               | -                 | -                 | -                 | -          | -          | -          | -                              | 6                              | 1                              | 1                              | -        | -        | -        | 42    | 17    | 4     |
| Total sur la carrière | Total sur la carrière        | Total sur la carrière | 468         | 125         | 43          | 35              | 13              | 1               | 9                 | 2                 | 2                 | 2          | 0          | 0          | -                              | 12                             | 5                              | 2                              | 69       | 10       | 6        | 595   | 155   | 54    |

## Palmarès
Esbjerg fB
- Division 2 du Danemark
  - Champion en 2012.
- Coupe du Danemark
  - Vainqueur en 2013.

 FC Barcelone
- Coupe du Roi :
  - Vainqueur en 2021
- Supercoupe d'Espagne : 
  - Finaliste en 2021.
- La Liga
  - Vice-Champion en 2020 et 2022.

### Buts internationaux
|    | Date             | Lieu                                          | Adversaire           | Résultat | Compétition                 | Détails | Détails |
| -- | ---------------- | --------------------------------------------- | -------------------- | -------- | --------------------------- | ------- | ------- |
| 1  | 14 août 2013     | Stade Energa, Gdańsk, Pologne                 | Pologne              | 3 - 2    | Match amical                | 45e     | 1 - 2   |
| 2  | 16 octobre 2018  | MCH Arena, Herning, Danemark                  | Autriche             | 2 - 0    | Match amical                | 93e     | 2 - 0   |
| 3  | 16 novembre 2018 | Cardiff City Stadium, Cardiff, Pays de Galles | Pays de Galles       | 1 - 2    | Ligue des nations 2018-2019 | 88e     | 0 - 2   |
| 4  | 10 juin 2019     | Parken Stadium, Copenhague, Danemark          | Géorgie              | 5 - 1    | Éliminatoires Euro 2020     | 93e     | 5 - 1   |
| 5  | 15 octobre 2019  | Aalborg Stadion, Aalborg, Danemark            | Luxembourg           | 4 - 0    | Match amical                | 13e     | 1 - 0   |
| 6  | 15 novembre 2019 | Parken Stadium, Copenhague, Danemark          | Gibraltar            | 6 - 0    | Éliminatoires Euro 2020     | 51e     | 3 - 0   |
| 7  | 18 novembre 2019 | Aviva Stadium, Dublin, Irlande                | République d'Irlande | 1 - 1    | Éliminatoires Euro 2020     | 73e     | 0 - 1   |
| 8  | 25 mars 2021     | Stade Bloomfield, Tel Aviv, Israël            | Israël               | 0 - 2    | Éliminatoires mondial 2022  | 13e     | 0 - 1   |
| 9  | 6 juin 2021      | Brøndby Stadion, Brøndby, Danemark            | Bosnie-Herzégovine   | 2 - 0    | Match amical                | 18e     | 1 - 0   |
| 10 | 26 juin 2021     | Johan Cruyff Arena, Amsterdam, Pays-Bas       | Pays de Galles       | 0 - 4    | Euro 2020                   | 94e     | 0 - 4   |